# Les Deux Orphelines vampires
Pour plus de détails, voir Fiche technique et Distribution.
Les Deux Orphelines vampires est un film français réalisé par Jean Rollin, sorti en 1997.

## Synopsis
Henriette et Louise sont deux jeunes filles aveugles qui ont été recueillies par un orphelinat tenu par des religieuses. Parmi tous les pensionnaires, elles font l'admiration des nonnes par leur piété et leur gentillesse. Malheureusement, elles cachent un terrible secret : ce sont des vampires. En vérité, elles ne sont aveugles que le jour. La nuit, elles retrouvent l'usage de leurs yeux et en profitent pour s'échapper discrètement de l'orphelinat afin de saigner des animaux ou des noctambules imprudents. Ces expéditions accomplies, elles regagnent furtivement leur chambre et personne ne soupçonne leurs activités criminelles.
Les choses changent brusquement pour elles lorsque le docteur Dennery, un médecin de la capitale privé d'enfants et ému par leur apparente cécité, décide de les adopter. Il les emmène vivre avec lui dans son domicile parisien et les traite aussi affectueusement que si elles étaient ses filles biologiques. Pour qu'il ne devine pas leur véritable nature, Henriette et Louise continuent de jouer auprès de lui la même comédie qu'avec les bonnes sœurs. Le jour, elles se donnent l'apparence d'adolescentes pieuses et réservées supportant courageusement leur handicap, tandis que, chaque nuit, dès qu'elles récupèrent leurs capacités visuelles, elles désertent sa maison à son insu pour égorger les proies humaines qui abondent dans Paris. Une telle existence n'est toutefois pas sans danger. Un soir, alors qu'elles attaquent un couple d'amoureux qui s'étaient retirés dans le cimetière du Père Lachaise pour jouir d'une certaine intimité, elles sont prises en chasse par des promeneurs attardés qui ont reconnu en elles des vampires et qui essaient de les éliminer. Elles ne doivent leur salut qu'à l'hôte étrange d'une vaste chapelle funéraire, une femme-vampire avec des ailes de chauve-souris, qui les recueille pour la nuit dans son antre. Le lendemain, elles réussissent à regagner la maison du docteur Dennery sans que ce dernier soupçonne quelque chose d'anormal. Néanmoins, avec le temps, il commence à trouver de plus en plus insolite le comportement de ses filles adoptives, et il en vient à se douter de leurs sorties nocturnes. Comprenant la menace, Henriette et Louise fomentent le projet de l'assassiner, mais elles n'osent pas encore passer à l'acte. L'occasion leur en est pourtant bientôt fournie. Une nuit, le docteur Dennery les surprend en pleins conciliabules et s'aperçoit à sa grande stupéfaction qu'elles ne sont pas de vraies aveugles. Les deux vampires réagissent immédiatement en le poignardant, puis en s'enfuyant au plus vite de son domicile.
Quittant Paris, elles retournent à pied à leur orphelinat où les religieuses ne cessent de les regretter. Sur leur chemin, elles croisent une goule à la recherche de cadavres, puis elles arrivent finalement à destination. S'introduisant à l'insu des nonnes dans la vieille bâtisse, elles rencontrent d'abord une jeune pensionnaire malade qu'elles envisagent d'égorger, puis, ne la jugeant pas assez appétissante, elles se rabattent sur deux autres orphelines, en parfaite santé cette fois, qu'elles saignent à mort. Malheureusement, elles sont surprises en plein forfait par les religieuses. Horrifiées par la découverte de leur nature de vampires, ces dernières donnent l'alarme et préviennent la gendarmerie, ne laissant aux deux mortes-vivantes que le temps de déguerpir.
Traquées par les forces de l'ordre, Henriette et Louise trouvent provisoirement refuge dans la grange d'une ferme où elles reçoivent l'aide de Nicole, une jeune paysanne un peu naïve qui s'intéresse beaucoup à elles et voudrait devenir à son tour une vampire. Pour les soustraire à leurs poursuivants, elle tente de les conduire à un cimetière où elles pourront s'abriter dans un caveau. Par malheur, le fermier - qui n'est autre que l'un des promeneurs du cimetière du Père Lachaise - remarque alors les deux vampires et blesse mortellement Henriette d'un coup de fusil. Simultanément, le jour se lève. Comprenant que tout est fini, Louise porte son amie mourante dans une rivière et, afin de ne pas être capturée, elle s'y noie avec elle, abandonnant Nicole à son désespoir.

## Fiche technique
- Réalisateur : Jean Rollin
- Directeur de la photographie : Norbert Morfaing-Saintès
- Montage : Natalie Perrey
- Scénario : Jean Rollin d'après son roman Les Deux Orphelines vampires
- Musique : Philippe d'Aram
- Producteur : les Films ABC
- Distribution : Avia Films
- Pays d'origine : France
- Durée totale : 103 minutes
- Limite d'âge : tous publics
- Date de sortie : 9 juillet 1997

## Distribution
- Alexandra Pic : Louise
- Isabelle Teboul : Henriette
- Bernard Charnacé : le docteur Dennery
- Anne Duguël : la mère supérieure
- Natalie Perrey : Sœur Marthe
- Catherine Day
- Brigitte Lahaie : la femme au fouet
- Nathalie Karsenti : la femme-louve
- Véronique Djaouti : la vampire aux ailes de chauve-souris
- Tina Aumont : la goule
- Mélanie Karali : la première orpheline égorgée
- Sandrine Thoquet : la seconde orpheline égorgée
- Anissa Berkani-Rohmer : Nicole
- Camille Delamarre

## Traitement du mythe du vampire
Le film prend de nombreuses libertés par rapport à la représentation conventionnelle des vampires. En effet, Henriette et Louise ne craignent ni les gousses d'ail, ni les crucifix, ni l'eau bénite, et la lumière du soleil ne les tue pas. Toutefois, durant la journée, elles souffrent d'une cécité totale et ce n'est qu'à la nuit tombée qu'elles peuvent se servir de leurs yeux. Manifestement, leur nature de mortes-vivantes leur permet de ne jamais vieillir et aussi de guérir très rapidement de toutes les blessures qui ne sont pas mortelles. En effet, dans ce dernier cas, elles cicatrisent aussitôt si elles boivent du sang. Néanmoins, elles peuvent périr de mort violente, et il n'est pas nécessaire pour cela de leur planter un pieu dans le cœur, de les décapiter ou de les brûler. Un seul coup porté avec une arme à feu ou une arme blanche suffit à les abattre, dès lors qu'il atteint un organe vital (cœur, poumon, etc.) ; l'ingestion de sang ne peut alors plus les sauver. Elles peuvent également mourir par asphyxie ou noyade, comme le montre la fin du film. En ce qui concerne leurs victimes, celles-ci ne reviennent pas d'entre les morts et ne se transforment pas en vampires après avoir été égorgées. L'intrigue n'explique pas comment elles pourraient subir une telle métamorphose.
Tout au long du métrage, Henriette et Louise se prétendent âgées de plusieurs siècles et elles font allusion à des existences antérieures qu'elles auraient traversées bien avant leur séjour à l'orphelinat, et qui auraient été séparées par des périodes de mort physique suivies de résurrections. Elles affirment notamment qu'elles auraient été des déesses aztèques avant la conquête espagnole du Mexique, puis des artistes de cirque et de music-hall dans la France de la Belle Epoque. Toutefois, vers la fin du film, lorsqu'elles se réfugient dans la ferme de Nicole, elles déclarent d'un ton désabusé que tout cela ne serait que des divagations, de pures fictions qu'elles auraient inventées. Du coup, on pourrait se demander si Henriette et Louise ne seraient pas simplement deux jeunes filles ordinaires, mais déséquilibrées et mythomanes, qui se seraient prises pour des vampires et se seraient imaginé une existence factice s'étendant sur plusieurs centaines d'années. Néanmoins, leurs (rares) pouvoirs surnaturels restent indéniables, ce qui interdit de les considérer comme des humaines normales. En fait, le film dépouille les vampires d'une partie de leurs aspects légendaires pour leur donner une dimension beaucoup plus humaine.

## Autour du film
- Le titre du film constitue une référence ironique aux Deux Orphelines, mélodrame français rédigé en 1874 par Adolphe d'Ennery et Eugène Cormon, adapté en roman en 1877 et transposé plusieurs fois au cinéma, notamment en 1921 par le réalisateur américain D. W. Griffith. La preuve en est le nom du père adoptif d'Henriette et Louise, qui n'est autre (à une coquille près) que celui du principal auteur du célèbre mélodrame[1].
- Le film constitue une adaptation par Jean Rollin de son propre roman, Les Deux Orphelines vampires, publié par les éditions Fleuve noir dans la collection Frayeur. Il en a modifié plusieurs détails et l'a aussi édulcoré : non seulement les héroïnes ne sont que des enfants dans le livre, mais elles n'hésitent pas non plus, parfois, à dévorer littéralement leurs victimes[2].
- Le film comprend beaucoup moins d'érotisme que les autres productions de Rollin. L'on y trouve qu'une seule véritable scène de nudité, quand Henriette et Louise s'amusent à se déshabiller sous la fenêtre du docteur Dennery[3].
- Les Deux Orphelines vampires est le seul film de Jean Rollin à comprendre une véritable vedette dans sa distribution. En effet, on y voit apparaître la fille de Jean-Pierre Aumont, Tina Aumont, qui fut une star dans les années 1970 ; Jean Rollin l'avait rencontrée sur le plateau de Dinosaur from the Deep, film de son ami Norbert Moutier[4].
- La mère supérieure de l'orphelinat est incarnée par la romancière Anne Duguël dite Gudule, que Jean Rollin avait connue grâce à ses activités d'écrivain[5].
- L'une des deux orphelines égorgée par Henriette et Louise est interprétée par Mélanie Karali dite Mélaka, la propre fille d'Anne Duguël, actuellement dessinatrice de bandes dessinées[6]. L'autre jeune fille saignée est incarnée par Sandrine Thoquet, une petite-nièce de Jean Rollin qui joua aussi dans La Morte vivante, Les Trottoirs de Bangkok et La Fiancée de Dracula[7].
- Dans une des scènes, Jean Rollin fait une furtive apparition dans le rôle d'un fossoyeur qui enterre son chien mordu et tué par les orphelines vampires.